# João Pinto Rêgo Cezar
João Pinto Rêgo Cezar (Porto Alegre, 24 de novembro de 1839 – Rio de Janeiro, 16 de janeiro de 1935) foi um médico brasileiro.
Tornou-se o primeiro cirurgião honorário graças aos serviços prestados a sua nação durante a Guerra do Paraguai (1864-1870).
Doutorado pela Faculdade de Medicina do Rio de Janeiro em 1865, defendendo a tese “Da Asfixia em Geral e da Asfixia em Suspensão em Particular”. Foi eleito membro da Academia Nacional de Medicina em 1871, com o número acadêmico 112, na presidência de José Pereira Rego.